# Real Audiencia y Chancillería de Ciudad Real
La Real Audiencia y Chancillería de Ciudad Real fue un organismo judicial que se estableció por los Reyes Católicos en 1494, al dividir la jurisdicción de la primera Audiencia (que había sido establecida en Valladolid el año 1371) en dos: la Audiencia de Valladolid, con competencia al norte del río Tajo; y la de Ciudad Real, con competencia al sur del mismo río. No obstante, la vida de la Audiencia de Ciudad Real fue efímera: en 1500 se decidió trasladar esta última a Granada, lo que se verificó en 1505.
Permaneció en esta ciudad, como es sabido, desde su fundación, por una real provisión de los Reyes Católicos dada el 30 de septiembre de 1494 en la que se indicaba que se ubicaría en la misma “desde aquí adelant para siempre jamás”, hasta que doña Juana dispone su traslado a Granada en una carta fechada en Toro el 8 de febrero de 1505.
Se conoce el nombre de tres presidentes de la Audiencia de Ciudad Real. El primero fue el Obispo de Catania, Don Alonso Carrillo de Albornoz (+Ávila, 1514), Íñigo Manrique de Lara, obispo de Córdoba; el último Sancho Pérez Rodríguez de Acebes, obispo de Astorga. También desempeñó el cargo Juan de Medina, obispo de Cartagena.